# 第71歩兵師団 (ドイツ国防軍)
第71歩兵師団(ドイツ語: 71. Infanterie-Division)は、ドイツ国防軍陸軍に存在した歩兵師団である。

## 概要

### 形成
第二次世界大戦が勃発する直前の1939年8月26日に第11軍管区に所属する師団として第71歩兵師団は組織された。主に現在のニーダーザクセン州の兵士から募集されて地域で見るとハノーファー、ヒルデスハイム、ブラウンシュヴァイク、ハルツ西部の兵士を中心に徴集された。主に1910年から1920年の間に生まれた者が徴兵され、形成当時師団の兵力は15000人であった。動員は主にヒルデスハイムの歩兵師団の司令官のもとで「Sigurd 9757」という計画で25日・26日に行われた。
1939年春、ヴォルフ大佐の下、師団を構成する連帯の一つの歩兵第211連隊 (IR 211) はベルゲン軍事訓練地区で既に訓練歩兵第1連隊 (Übungs-Infanterie-Regiment 1) として戦闘活動の準備を行い、ジークフリート線上で部隊の一部は幾つかの分隊に割り当てられた。
訓練は主に武器操作、戦闘現場訓練、奇襲、暗闇での移動、射撃で構成されていた。最初の師団長はヒルデスハイム出身のヴォルフガング・ツィーグラー少将（元第19歩兵師団長）だった。
また師団に属する連隊長の地位は、第一次世界大戦の経験が豊富な将校が多かった。
そして動員後まもなく、第71歩兵師団の一部は、フランス侵攻のために区域に移動するため、国境までの夜間行軍でピルマゼンスに移動した。
しばらく駐屯任務に就いた後、遂に1940年5月のフランス侵攻に参戦した。フランスではヴォー要塞とドゥオモン要塞を一時的に占領している。

### 運用
フランス侵攻を終えると、第71歩兵師団は9月頃までフランスやルクセンブルク南部の占領後キアーズ川を渡り、続いてマジノ線の突破に当たった。占領・攻撃を終えた師団は、1940年10月から1941年1月まで国防軍最高司令部の宣伝部隊として動いていた。6月にはプシェムィシルに移り、バルバロッサ作戦の発動に加わっている。その後一時休養のためベルギーへ下がった師団は、1941年11月から1942年4月まで再び最高司令部の宣伝部隊として活動した。
第6軍麾下として独ソ戦に復帰した第71歩兵師団は、スターリングラード攻防戦において多くの犠牲を出し、壊滅した。
1943年夏頃、第71歩兵師団は再編された。11月からはイタリア戦線に移ったが、モンテ・カッシーノの戦いにおいて再び大きな損害を負った。残存部隊はハンガリーで戦闘を続けたが、最終的にオーストリアでイギリス軍に降伏した。

## 戦歴
- ジークフリート線（1939年9月〜1940年5月）
- フランス侵攻（1940年5月～1941年6月）
- 東部戦線（1941年6月～10月）
- フランス占領（1941年10月～1942年4月）
- 東部戦線（1942年4月～8月）
- スターリングラード攻防戦（1942年8月～1943年1月）
- デンマーク（1943年3月～8月）
- スロベニア（1943年8月～9月）
- イタリア（1943年9月～1944年12月）
- ハンガリー・オーストリア（1944年12月～1945年5月）

## 歴代師団長
- ヴォルフガング・ツィーグラー少将 (1939年8月26日 - 1939年10月15日)
- カール・ヴァイセンベルガー歩兵大将 (1939年10月15日 - 1941年2月15日)
- フリードリヒ・ヘルライン歩兵大将 (1941年2月15日 - 1941年3月28日)
- アレクサンダー・フォン・ハルトマン歩兵大将 (1941年3月28日 - 1943年1月25日)
- フリッツ・ロシケー少将 (1943年1月25日 - 1943年3月14日)
- ヴィルヘルム・ラープケ中将 (1943年3月14日 - 1945年1月1日)
- エーバーハルト・フォン・シュックマン少将 (1945年1月1日 - 1945年5月8日)